# فاطمه ثنا شیخ
فاطمه ثنا شیخ یا فاطیما ثنا شیخ(انگلیسی: Fatima Sana Shaikh؛ زادهٔ ۱۱ ژانویهٔ ۱۹۹۲) یک هنرپیشه و عکاس اهل کشور هند است که با فیلم دنگل به شهرت رسید. شیخ اولین تجربه‌های بازیگری خود را در سنین کودکی و با فیلمهای عشق، دریا دل، یک علاوه دو میشه چهار و عمه ۴۲۰ بدست آورد.

## زندگی شخصی
فاطمه ثنا شیخ در ۱۱ ژانویه ۱۹۹۲ در حیدرآباد به دنیا آمد و در بمبئی بزرگ شد. مادرش راج تباسوم زنی مسلمان اهل سرینگار و پدرش ویپین شارما مردی هندو اهل جامو است. او بعنوان یک خداناباور معرفی می‌شود.
بعد از جدایی عامرخان از همسر دومش کیران رائو، شایعه رابطه او با این خان مطرح بالیوود در فضای مجازی داغ شد. البته دوستان نزدیک عامر خان این خبر را تکذیب کردند.

## زندگی حرفه‌ای
شیخ کار خود را به عنوان یک کودک هنرمند در سال ۱۹۹۷ آغاز کرد. او نقش زویا را در فیلم درام هندی Tahaan بازی کرد که در سال ۲۰۰۹ جایزه ستاره آلمانی هند را در جشنواره بالیوود و فراتر از آن در اشتوتگارت آلمان دریافت کرد.
شیخ برای ایفای نقش در فیلم پرفروش و زیبای دنگل به همراه سانیا مالهوترا انتخاب شد، این فیلم به زندگی زن کشتی‌گیر مطرح هندی ،گیتا کوماری می‌پردازد. وی برای آماده شدن در نقش خود، چندین ویدئو در مورد کشتی تماشا کرد تا راه رفتن و زبان بدن کشتی گیران را یاد بگیرد. هم مالهوترا و هم شیخ پنج دور امتحانات، تربیت بدنی و کارگاه‌های آموزشی را به همراه نیتیش تیواری و عامرخان پشت سر گذاشتند. آنها توسط مربی و کشتی‌گیر سابق کریپا شانکار پاتل بیشنوی آموزش دیدند. دانگل که در سال ۲۰۱۶ اکران شد، مورد تحسین منتقدان قرار گرفت و با درآمد بیش از ۲۰۰۰ کرور روپیه (۲۵۰ میلیون دلار) در سراسر جهان، به پردرآمدترین فیلم هندی در تاریخ تبدیل شد.
او در فیلم اکشن و حماسی قاتلان هندوستان، برای نقش زفیرا بیگ، توسط عامرخان معرفی شد و بعد از تست برای بازی جلوی دوربین انتخاب شد.
شیخ در بازسازی هندی فیلم تامیلی Aruvi بازی خواهد کرد. نسخه هندی توسط Applause Entertainment در حال تولید است. همچنین او در نقش ایندیرا گاندی به همراه ویکی کاوشال و سانیا مالهوترا در یک فیلم بیوگرافی سام مانکشاو در سال ۲۰۲۲ به کارگردانی مگنا گلزار در حال ایفای نقش است.

## رسانه‌ها
در سال ۲۰۲۰ شیخ در فهرست خواستنی‌ترین زنان تایمز هند در رتبه ۴۸ قرار گرفت.

## فیلم‌شناسی
- عشق
- عمه ۴۲۰
- دریا دل
- یک بعلاوه دو میشه چهار
- Tahaan
- Bittoo Boss
- آکاش وانی
- دانگال
- قاتلان هندوستان
- منچ
- جنگ خورشید و مریخ
- سار
- داستان‌های عجیب
- دهک دهک
- سام بهادر
- سکوت